# Dasysternum glaux
Dasysternum glaux är en fjärilsart som beskrevs av Max Wilhelm Karl Draudt 1934. Dasysternum glaux ingår i släktet Dasysternum och familjen nattflyn. Inga underarter finns listade i Catalogue of Life.